# Macaranga harveyana
Espèce
Classification phylogénétique
Macaranga harveyana est une espèce de plantes à fleurs de la famille des Euphorbiaceae. C'est un arbre tropical que l'on trouve dans le Pacifique Sud, originaire des Fidji. On la trouve aux Fidji, à Samoa, à Wallis-et-Futuna, aux Tonga, à Rarotonga (îles Cook) mais pas en Polynésie française. il s'agit d'une espèce pionnière, qui a été observée notamment sur du sol volcanique sur l'île de Niuafoʻou (Tonga). Elle pousse surtout dans les forêts secondaires. 
C'est un arbre à feuillage persistant, qui mesure de trois à dix mètres de haut. Ses fleurs, jaunes ou vertes, n'ont pas de pétales. La plante produit « une sève rouge comme le sang », comme cela est décrit dans certains récits de la tradition orale futunienne.

## Utilisations
Le bois est utilisé pour la construction légère (pirogues, etc.) ainsi que pour faire du feu. Il a également des applications médicinales : un jus extrait de ses racines sert à traiter les hémorroïdes après une grossesse et les feuilles peuvent servir pour les maux d'estomac chez les enfants. Les feuilles peuvent également servir à préparer le four polynésien (ʻumu) à Wallis.
Aux Fidji, elle rentre dans la préparation des tissus d'écorce : ces derniers sont trempés dans le jus de l'écorce des racines de macaranga harveayana et de morinda citrifolia.

## Noms vernaculaires
- laupata (wallisien[10], futunien[5])
- loupata (tongien)[11]
- pata, laupapata (samoan)[12]
- ʻenua (maori des îles Cook)[13]
- saʻa (rotuman)
- gadoa (dialectes de Namosi et de Matainasau aux Fidji)[14]

#### Référence principale
- (en) W. Arthur Whistler, Tongan Herbal Medicine, University of Hawaii Press, 1992, 122 p. (lire en ligne), p. 81 (Description détaillée)

#### Autres références
- Tongan dictionary; C.M. Churchward
- Plants of Tonga; T.G. Yuncker; BPB bulletin 220, Honolulu 1959
- (en) Donald R. Drake, W. Arthur Whistler, Timothy J. Motley et Clyde T. Imada, « Rain forest vegetation of 'Eua Island, Kingdom of Tonga », New Zealand Journal of Botany, vol. 34,‎ 1996, p. 65-77 (lire en ligne)